# Lage Meijendorff von Yxkull
Lage Meijendorff von Yxkull, född 3 augusti 1662, död 27 februari 1727, var en svensk friherre och militär.
Meijendorff von Yxkull blev student vid Uppsala universitet 1672, pikenerare vid livgardet 1681, kvartermästare vid Livregementet till häst 1682, kornett där 1684, löjtnant 1694, sekundryttmästare 1701 och premiärryttmästare 1702. Han blev överstelöjtnant vid Upplands femmänningskavalleriregemente 1706, var chef för samma regemente 1708–1709 och var tillförordnad chef för Livregementet till häst 1709–1714. År 1712 erhöll Meijendorff von Yxkull överstes karaktär och 1714 avsked. Han skrev sig till Lagmansö.
Lage Meijendorff von Yxkull var son till friherren och ryttmästaren Lage Meijendorff von Yxkull och Maria Wernstedt. Han var far till Didrik Henning Meijendorff von Yxkull och farfar till Axel Didrik Meijendorff von Yxkull.